# Miltideaceae
Miltideaceae is een botanische naam voor een familie van korstmossen behorend tot de orde Pertusariales. Het typegeslacht is Miltidea.

## Geslachten
De familie bestaat uit de volgende twee geslachten:
- Agyrium
- Miltidea